# Кумички језик
Кумички језик (кумук, кумуклар, кумики) туркијски је језик северозападнотуркијске (кипчачке) групе, којим је 2002. говорило 422.000 људи у Русији (попис из 2002. године), и неколико села у азијском делу Турске. Према новијим подацима из 2010. кумички језик има 426.212 говорника.
У Русији се говори на северним и источним равницама Дагестана. Има неколико дијалекта: хасавијурт, бујнакск, хајтаг, подгорниј и тернек. Уз још три језика припада понтско-каспијској (западнокипчачкој) подгрупи. Не сме се мешати са лакским дијалектом кумукс.
Систем писања овог језика је ћирилица.